# Kanton Pays Tyrossais
Der Kanton Pays Tyrossais ist seit 2015 ein französischer Wahlkreis im Arrondissement Dax, im Département Landes und in der Region Nouvelle-Aquitaine; sein Hauptort ist Saint-Vincent-de-Tyrosse. 

## Gemeinden
Der Kanton besteht aus elf Gemeinden mit insgesamt 37.948 Einwohnern (Stand: 1. Januar 2022) auf einer Gesamtfläche von 214,93 km²:
| Gemeinde                 | Einwohner 1. Januar 2022 | Fläche km² | Dichte Einw./km² | Code INSEE | Postleitzahl |
| ------------------------ | ------------------------ | ---------- | ---------------- | ---------- | ------------ |
| Bénesse-Maremne          | 3.733                    | 18,69      | 200              | 40036      | 40230        |
| Capbreton                | 9.218                    | 21,75      | 424              | 40065      | 40130        |
| Josse                    | 1.003                    | 9,48       | 106              | 40129      | 40230        |
| Labenne                  | 7.095                    | 24,48      | 290              | 40133      | 40530        |
| Orx                      | 650                      | 11,89      | 55               | 40213      | 40230        |
| Saint-Jean-de-Marsacq    | 1.810                    | 26,40      | 69               | 40264      | 40230        |
| Sainte-Marie-de-Gosse    | 1.228                    | 26,54      | 46               | 40271      | 40390        |
| Saint-Martin-de-Hinx     | 1.749                    | 25,48      | 69               | 40272      | 40390        |
| Saint-Vincent-de-Tyrosse | 8.051                    | 20,98      | 384              | 40284      | 40230        |
| Saubion                  | 1.806                    | 7,80       | 232              | 40291      | 40230        |
| Saubrigues               | 1.605                    | 21,44      | 75               | 40292      | 40230        |
| Kanton Pays Tyrossais    | 37.948                   | 214,93     | 177              | 4014       | –            |